# Lottie Blair Parker
Lottie Blair Parker, nata Charlotte Blair, (Oswego, 1858 – Great Neck, 5 gennaio 1937), è stata una commediografa e attrice statunitense.
Cominciò la sua carriera come attrice, a fianco di John Edward McCullough, Mary Anderson e Dion Boucicault.
Sotto lo pseudonimo di Lottie Blair Parker, scrisse una dozzina di commedie, ma viene ricordata soprattutto per tre lavori prodotti tra il 1897 e il 1906: Way Down East, Under Southern Skies e The Redemption of David Corson.
Il primo dei tre, Way Down East, prodotto nel 1898 da William A. Brady e Florenz Ziegfeld, Jr., fu il suo più grande successo, uno dei testi più popolari dell'epoca, che conobbe diverse messe in scena nei due decenni seguenti e che, nel 1920, fu portato sullo schermo da D.W. Griffith con un celebre film, distribuito in Italia con il titolo Agonia sui ghiacci, che aveva come protagonista Lillian Gish.

## Spettacoli teatrali
- Way Down East (Broadway, 7 febbraio 1898)
- Under Southern Skies (Broadway, 12 novembre 1901)
- Lights of Home (Broadway, 2 novembre 1903)
- Way Down East (Broadway, 14 dicembre 1903)
- Way Down East (Broadway, 21 agosto 1905)
- The Redemption of David Corson (Broadway, 8 gennaio 1906)

## Filmografia

### Attrice
- Hearts of Love, regia di J. Charles Haydon (1918)

### Sceneggiatrice
- Under Southern Skies, regia di Lucius Henderson - lavoro teatrale (1915)
- Agonia sui ghiacci (Way Down East), regia di D.W. Griffith - lavoro teatrale (1920)
- Cuori incatenati (Way Down East), regia di Henry King - lavoro teatrale (1935)